# 松村正直 (実業家)
松村 正直(まつむら まさなお、1911年2月20日 - 2009年7月18日）は、日本の経営者。三菱倉庫社長、会長を務めた。富山県西礪波郡福光町出身。政治家の松村謙三の息子。

## 経歴
1934年に京都帝国大学法学部を卒業し、同年に三菱倉庫に入社。1962年に取締役に就任し、1966年に常務を経て、1968年から1977年までに社長を務めた。
2009年7月18日、心不全のために死去。98歳没。